# Liste des aéroports ayant une particularité remarquable

## Aéroports dangereux
Les aéroports européens ci-dessous sont classés en catégorie C
| Code OACI | Nom aéroport               | Pays        | Particularité/distinction |
| --------- | -------------------------- | ----------- | --- |
| BGBW      | Narsarsuaq                 | Groenland   | situé dans un fjord et sommets sur la trajectoire d'approche                                                                                   |
| BIAR      | Akureyri                   | Islande     | encaissé dans les montagnes qui canalisent les vents, une partie de la piste s'avance dans un fjord et les couloirs aériens survolent la ville |
| EGLC      | Londres-City               | Royaume-Uni | à proximité du centre de Londres, trajectoire d'approche de forte pente et manœuvres pour limiter la pollution sonore                          |
| ENTC      | Tromsø                     | Norvège     | situé sur une île dans un fjord et sommets sur la trajectoire d'approche                                                                       |
| LFKC      | Calvi Sainte-Catherine     | France      | sommets sur les trajectoires d'approche et vents forts                                                                                         |
| LFKJ      | Ajaccio-Napoléon-Bonaparte | France      | proche de la mer d'un coté encaissé dans une vallée de l'autre                                                                                 |
| LFLB      | Chambéry                   | France      | sommets sur les trajectoires d'approche |
| LGMK      | Mykonos                    | Grèce       | sommets sur les trajectoires d'approche |
| LGSR      | Santorin                   | Grèce       | proche de la mer ainsi que vents violents |
| LGSM      | Sámos-Aristarque           | Grèce       | vents forts |
| LGSK      | Skiathos-A. Papadiamándis  | Grèce       | piste très courte et la mer à chaque extrémité                                                                                                 |
| LOWI      | Innsbruck-Kranebitten      | Autriche    | encaissé dans les montagnes |
| LOWK      | Klagenfurt                 | Autriche    | sommets sur les trajectoires d'approche |
| LOWS      | Salzbourg-W. A. Mozart     | Autriche    | encaissé dans les montagnes |
| LPMA      | Madère-C. Ronaldo          | Portugal    | vents violents et une partie de la piste est bâtie sur des piliers.                                                                            |
| LSGS      | Sion                       | Suisse      | encaissé dans les montagnes |
| LSZS      | Samedan/St Moritz          | Suisse      | encaissé dans les montagnes |
| LXGB      | Gibraltar                  | Gibraltar   | une route, réservée aux cyclistes et aux piétons depuis 2023, traverse la piste                                                                |
| LYTV      | Tivat                      | Monténégro  | encaissé dans les montagnes, sommets sur les trajectoires d'approche et les couloirs aériens survolent la ville                                |

## Particularités diverses, records
(juin 2020).
Les aéroports ci-dessous sont cités sur plusieurs listes comme étant particulièrement dangereux ou présentant des caractéristiques inhabituelles.

| Code IATA | Nom aéroport                     | Pays                | Particularité/distinction | Voir aussi, références                            |
| --------- | -------------------------------- | ------------------- | --- | ------------------------------------------------- |
| SCR       | Sälen/Montagnes de Scandinavie   | Suède               | Cet aéroport dispose d'une tour de contrôle virtuelle et aucune physique. | [ 3 ]                                             |
| CVF       | Courchevel                       | France              | Altiport desservant la station de Courchevel dans les Alpes, la pente de sa piste est au maximum à 18,66 % . | [ 4 ]                                             |
| DMK       | Bangkok-Don Muang                | Thaïlande           | Un parcours de golf est installé entre les deux pistes parallèles (« particularité » partagée par d'autres aérodromes). | [ 6 ]                                             |
| BRR       | Barra                            | Écosse              | Les trois pistes sont installées sur la plage et ne sont utilisables qu'aux heures de marée basse. | [ 7 ]                                             |
| LFRW      | Avranches - Le Val-Saint-Père    | France              | Les deux pistes sont recouvertes par les fortes marées. | [ 8 ]                                             |
| DCY       | Daocheng Yading                  | Chine               | L'aéroport détient le record d'altitude la plus élevée (4 411 m). | *                                                 |
| FNC       | Madère-C. Ronaldo                | Portugal            | 1 000 mètres de la piste d'un total de 2 781 mètres reposent sur 180 piliers. | ,                                                 |
| GIB       | Gibraltar                        | Gibraltar           | Une route traverse la piste avec des passages à niveau. | [ 11 ]                                            |
| GIS       | Gisborne                         | Nouvelle-Zélande    | Il possède une piste traversée par un chemin de fer. | [ 12 ]                                            |
| HKG       | Kai Tak                          | Hong Kong           | Une qualification très particulière était requise pour les pilotes pour cet aéroport, aujourd'hui disparu, due à la grande proximité entre les immeubles et la trajectoire d'atterrissage.                                                         | [ 13 ]                                            |
| KXF       | Koro                             | Fidji               | Caractéristiques d'un altiport bien que situé au niveau de la mer, l'aéroport est à flanc de montagne avec une piste en gazon de 700 m. L'atterrissage se fait depuis la mer en montée, le décollage depuis la montagne vers la mer.               |                                                   |
| KIX       | Osaka-Kansai                     | Japon               | Il s'agit du premier aéroport (1994) installé sur une île artificielle uniquement réservée à l'aéroport. | [ 14 ]                                            |
| LYR       | Svalbard (Longyearbyen)          | Norvège             | Il s'agit de l'aéroport desservi régulièrement le plus septentrional. | [ 15 ]                                            |
| LUA       | Lukla T. Hillary                 | Népal               | L'aérodrome a une pente particulièrement élevée (12 %) et une longueur courte 500 mètres. | [ 16 ]                                            |
| WVK       | Manakara                         | Madagascar          | Il possède une piste traversée par une voie de chemin de fer. | [ 17 ]                                            |
| FXME      | Matekane                         | Lesotho             | La piste s'arrête juste au bord d'un ravin. | [ 18 ]                                            |
| NCE       | Nice-Côte d'Azur                 | France              | L'aéroport dispose de l'héliport le plus fréquenté commercialement au monde. | [ 19 ]                                            |
| PBH       | Paro                             | Bhoutan             | Unique aéroport international du Bhoutan, situé à 2 235 mètres d'altitude dans l'Himalaya, il est entouré de montagnes et comporte une unique piste étroite. Seuls 26 pilotes dans le monde sont qualifiés pour s'y poser.                         | [ 20 ]                                            |
| SAB       | Saba-J. E. Yrausquin             | Pays-Bas            | L'aéroport de l'île antillaise de Saba dispose de la plus courte piste pour un aérodrome commercial (396 mètres). | [ 21 ]                                            |
| SBH       | Saint-Barthélemy                 | Saint-Barthélémy    | Cet aéroport des Antilles est réputé très dangereux car la piste est près d'une colline, que le pilote doit survoler entre 3 et 10 mètres avant de piquer pour se poser sur une piste très courte (650 m).                                         | [ 22 ]                                            |
| SXM       | Saint-Martin - Princesse-Juliana | Saint-Martin        | Les atterrissages se font à grande proximité d'une plage, provoquant parfois des accidents mortels. | [ 23 ]                                            |
| HLE       | Sainte-Hélène                    | Sainte-Hélène       | L'aéroport est l'un des plus isolés géographiquement. | [ 24 ]                                            |
| TGU       | Tegucigalpa-Toncontín            | Honduras            | Cet aéroport est souvent cité comme dangereux.[réf. nécessaire] | [ 25 ]                                            |
| UAP       | Ua Pou                           | Polynésie française | C'est un aérodrome presque au niveau de la mer mais qui est considéré comme altiport avec un atterrissage en remontant la montagne. | ,                                                 |
| UTN       | Upington                         | Afrique du Sud      | La piste est la plus longue de l'hémisphère sud (4 900 mètres). | [ 28 ]                                            |
| PPW       | Papa Westray                     | Écosse              | Cet aérodrome dans l'archipel des Orcades, situé sur une île de Papa Westray, accueille le plus court vol commercial régulier, en général environ une minute (avec un record de rapidité à 53 secondes), vol le reliant à l'île proche de Westray. | Ligne aérienne entre Papa Westray et Westray (en) |
| KTM       | Katmandou-Tribhuvan              | Népal               | Le fait qu'il est entouré par l'Himalaya, rend cet aéroport très dangereux, comme le montrent le vol Thai Airways International 311 et le vol Pakistan International Airlines 268.                                                                 |                                                   |
| ENNO      | Notodden (en)                    | Norvège             | Une route traverse la piste. | [ 29 ]                                            |
| INU       | Nauru                            | Nauru               | La route principale de l'île passe entre la piste et l'aérogare. | [ 30 ]                                            |